# 3,4-Dimethoxyacetophenon
3,4-Dimethoxyacetophenon (Acetoveratron, 4-Acetylveratrol) ist eine aromatische Verbindung, die sich sowohl vom Acetophenon als auch vom Veratrol (1,2-Dimethoxybenzol) ableitet. Die Struktur besteht aus einem Benzolring mit einer angefügten Acetylgruppe (–COCH3) und zwei Methoxygruppen (–OCH3) als Substituenten.
In der Arbeit von Erich Neitzel kommt die Namenswahlanalogie für die Derivate des Acetovanillons zur Anwendung, z. B.: Acetoveratron, abgeleitet vom Veratrumaldehyd, und Acetoprotocatechon (3,4-Dihydroxyacetophenon, abgeleitet vom Protocatechualdehyd).

## Vorkommen

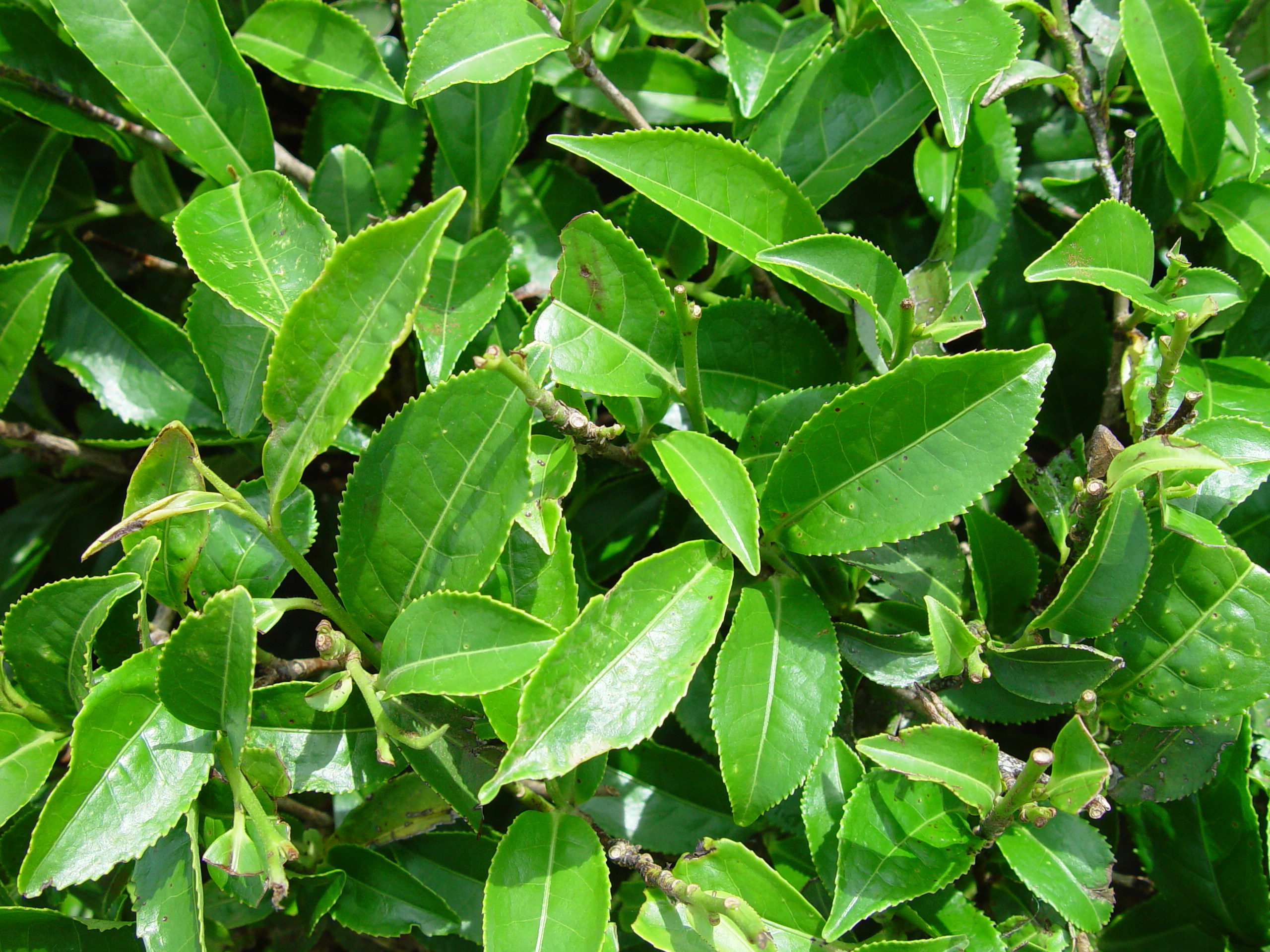
Teeblätter enthalten natürlicherweise 3,4-Dimethoxyacetophenon

Natürlich kommt 3,4-Dimethoxyacetophenon in Saat-Hafer und Teeblättern vor.

## Darstellung
Die Darstellung erfolgt aus Veratrol und Acetylchlorid mittels Friedel-Crafts-Acylierung.